# Dương Thành Trung
Dương Thành Trung (sinh năm 1961) là một chính khách Việt Nam. Ông nguyên là Phó Bí Thư Tỉnh ủy tỉnh Bạc Liêu khóa IX, nhiệm kỳ 2016–2021, nguyên Chủ tịch Ủy ban nhân dân tỉnh Bạc Liêu khóa IX, nhiệm kỳ 2016–2021.

## Lý lịch và học vấn
Dương Thành Trung sinh ngày 2 tháng 5 năm 1961, quê quán xã Vĩnh Phú Tây, huyện Phước Long, tỉnh Bạc Liêu;
Ngày vào Đảng Cộng sản Việt Nam: 23/2/1986. Ngày chính thức: 23/2/1987
Trình độ giáo dục phổ thông: 12/12
Trình độ chuyên môn: Tiến sĩ Luật; Ngoại ngữ: Anh văn C

## Sự nghiệp
Từ 9/1977 - 7/1982: Học viên trường Nông nghiệp tỉnh Minh Hải, giữ chức vụ Phân đoàn trưởng tại trường, Phó Bí thư Chi đoàn khối văn hóa trường Nông nghiệp tỉnh Minh Hải;
Từ 8/1982 - 6/1985: Cán bộ Phòng Nông nghiệp huyện Hồng Dân, Phó Bí thư Chi đoàn khối Nông nghiệp;
Từ 7/1985 - 8/1988: Phó Giám đốc Công ty Giống huyện Hồng Dân;
Từ 9/1988 - 6/1990: Học viên Trường Nguyễn Ái Quốc tại Thủ Đức;
Từ 7/1990 - 7/1991: Phó Giám đốc, Giám đốc Công ty Giống huyện Hồng Dân;
Từ 7/1991 - 6/1998: Huyện ủy viên, Ủy viên Ban thường vụ Huyện ủy, Phó Trưởng ban Tổ chức, Trưởng ban Tổ chức Huyện ủy Hồng Dân;
Từ 7/1998 - 7/2009: Tỉnh ủy viên, Ủy viên Ban thường vụ Tỉnh ủy, Phó Trưởng ban Tổ chức, Trưởng ban Tổ chức Tỉnh ủy Bạc Liêu;
Từ 8/2009 - 11/2014: Ủy viên Ban thường vụ Tỉnh ủy, Bí thư Thành ủy Thành phố Bạc Liêu;
Ngày 18/12/2014, Ban chấp hành Tỉnh ủy Bạc Liêu họp bất thường, bầu Dương Thành Trung, giữ chức Phó Bí thư Tỉnh ủy Bạc Liêu (nhiệm kỳ 2010 - 2015), với tỷ lệ phiếu tín nhiệm 98,4%;
Sáng ngày 10/12/2015, tại kỳ họp thứ 14, Hội đồng nhân dân tỉnh Bạc Liêu khóa VIII đã bầu bổ sung Dương Thành Trung giữ chức Chủ tịch Ủy ban nhân dân tỉnh Bạc Liêu, nhiệm kỳ 2011-2016.
Sáng ngày 17/6/2016, Hội đồng nhân dân tỉnh Bạc Liêu khóa IX đã tiến hành kỳ họp thứ nhất bầu Dương Thành Trung tái đắc cử Chủ tịch Ủy ban nhân dân tỉnh nhiệm kỳ 2016 - 2021.